# Sarsonne
A Sarsonne folyó Franciaország területén, a Diège jobb oldali mellékfolyója.

## Földrajzi adatok
Creuse megyében a Millevaches-fennsíkon ered 765 méter magasan, és Corrèze megyében, Ussel-nél torkollik a Diège-be.

## Megyék és városok a folyó mentén
- Creuse :
- Corrèze : Ussel